# Comic Market
Comic Market (コミックマーケット, Komikku Māketto), més conegut com a Comiket (コミケット, Komiketto) o Comike (コミケ, Komike), és una convenció semestral de Dōjinshi a Tòquio, Japó. Un mercat de base centrat en la venda d'obres  Dōjinshi (autopublicades), Comiket és una convenció de fans sense ànim de lucre administrada pel Comitè Preparatori del Mercat del Còmic (ComiketPC), dirigit per voluntaris. Inaugurada el 21 de desembre de 1975 amb uns 700 assistents, Comiket ha crescut des de llavors fins a convertir-se en la convenció de fans més gran del món, amb una assistència estimada de 750.000 persones el 2019. Comiket se celebra normalment al Tokyo Big Sight a l'agost i al desembre, amb els dos esdeveniments distingits com a Mercat del Còmic d'Estiu (夏コミ, Natsukomi) i Mercat del Còmic d'Hivern (冬コミ, Fuyukomi), respectivament.

## Programa

### Mercatde Doujin
El Comiket se centra principalment en la venda de doujin : obres no comercials i autopublicades. Aproximadament 35.000 cercles (un terme per a grups o individus que creen doujin ) participen a cada edició del Comiket. Diferents cercles exposen cada dia del Comiket; els cercles que produeixen obres sobre un tema comú, com ara una franquícia mediàtica o un gènere manga en particular, normalment s'agrupen el mateix dia. L'article més comú que es ven al Comiket són els doujinshi (còmics, novel·les o revistes autopublicades), mentre que un nombre menor de cercles venen doujin soft, jocs analògics (de taula/cartes/etc.), música, roba i altres béns. Sovint es tracta d'obres derivades de fans basades en anime, videojocs i altres mitjans, legals segons la llei japonesa (shinkokuzai). Des de la inauguració del Comiket, ComiketPC recopila i arxiva còpies de mostra de totes les obres venudes al Comiket, amb més de 2,1 milions d'obres arxivades.

## Cosplay
El Comiket és un punt de venda important per als entusiastes del cosplay. Des del Comiket 80 el 2011, les restriccions al cosplay s'han anat relaxant gradualment, passant de regular objectes (per exemple, la prohibició d'articles que es podrien utilitzar com a armes) a regular el comportament (per exemple, la prohibició de balancejar-se al voltant d'objectes llargs). Algunes directrius contemporànies generals inclouen no portar roba massa reveladora, no imitar els agents uniformats i no portar cosplay en arribar/sortir del Comiket.

### estands corporatius
El Comiket acull 190 estands corporatius cada any. Això inclou tant grans empreses comercials, com ara estudis de videojocs i editorials de manga, com també sessions de trobades amb famosos.

## Operacions

### Horari

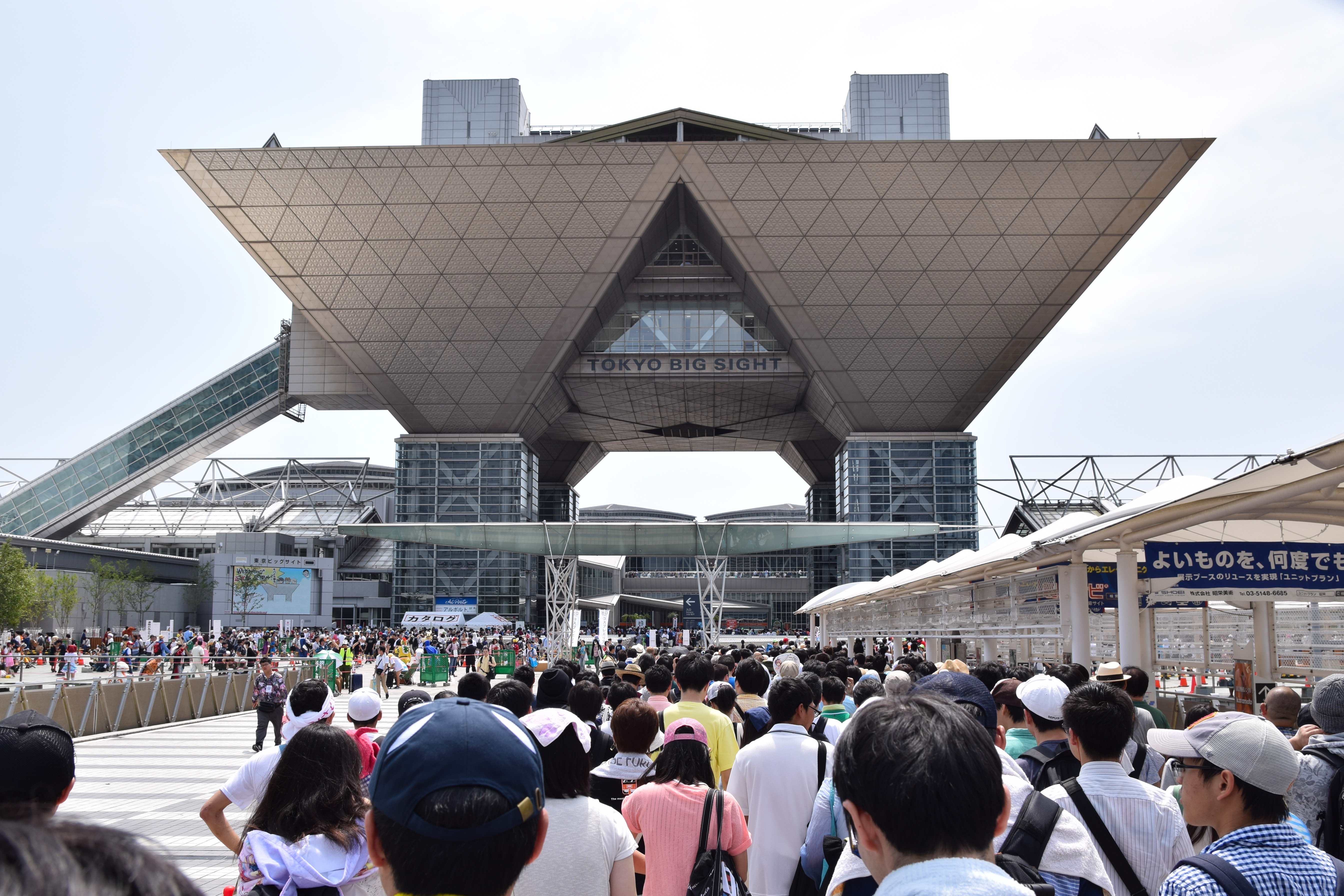
Cua d'entrada al Comiket 90 a l'agost de 2016

El Comiket se celebra dues vegades a l'any, a l'agost i al desembre. Aquests esdeveniments es distingeixen com a "Mercat del Còmic d'Estiu" (Natsukomi) i "Mercat del Còmic d'Hivern" (Fuyukomi ). Des del 1995, ambdós esdeveniments han durat tres dies cadascun, amb el Comiket d'Estiu generalment de divendres a diumenge a mitjans d'agost, i el Comiket d'Hivern generalment els tres dies anteriors a Cap d'Any. A partir del Comiket 96, els esdeveniments han tingut una durada de quatre dies, amb l'excepció del Comiket 103 i 104, que, a causa de la pandèmia de la COVID-19, es van reduir a dos dies cadascun. Ambdós esdeveniments es realitzen diàriament a partir de les 10:00. del matí a les 4:00 pm, amb estands corporatius oberts fins a les 5:00 pm i tota la convenció tancant una hora abans l'últim dia de l'esdeveniment. El Comiket se celebra al Tokyo Big Sight d' Ariake, Tòquio, des del 1996. El Comiket 98, que estava previst per a l'agost de 2020, va ser la primera cancel·lació de l'esdeveniment a la seva història a causa de la pandèmia de la COVID-19; El Comiket 99, que s'hauria celebrat el desembre de 2020, es va celebrar el desembre de 2021, dos anys després de l'última vegada que es va celebrar, i només va durar dos dies.

### Mida de l'esdeveniment

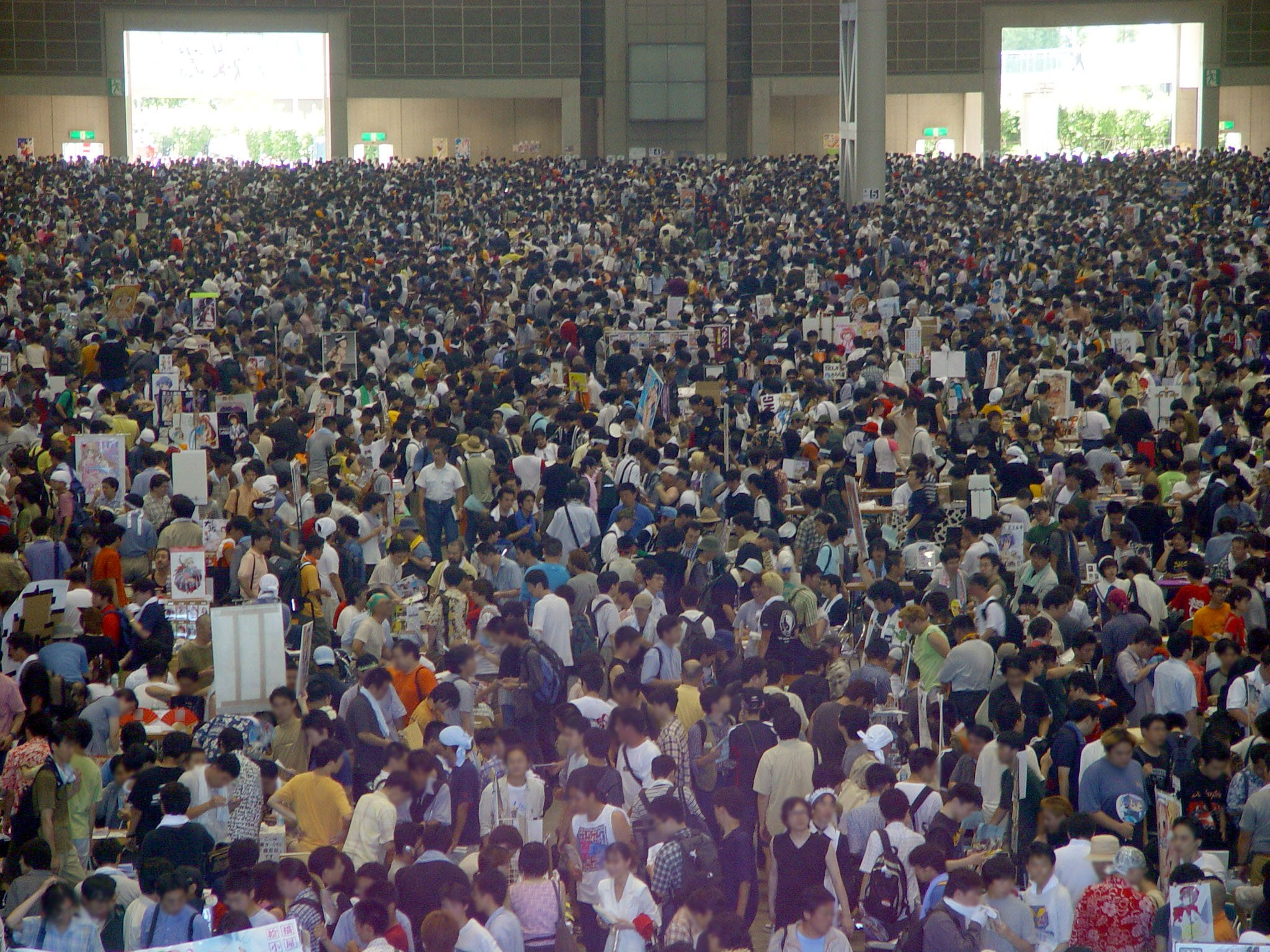
Multitut al Comiket 62 a l'agost de 2002

El Comiket és la convenció de fans més gran del món, passant de menys de 10.000 assistents el 1982 a més de mig milió el 2004. Des del 2007, el nombre d'assistents ha fluctuat al voltant de 500.000 per al Comiket d'hivern i 560.000 per al Comiket d'estiu. A causa del volum extremadament elevat d'assistència al Comiket, les companyies de telefonia mòbil instal·len antenes temporals, mentre que el metro de Tòquio fa arranjaments especials per acomodar les grans multituds. Les cues d'una hora per entrar al Comiket durant les hores punta són habituals, mentre que alguns assistents fan cua fins a cinc hores abans de l'esdeveniment per garantir l'entrada anticipada. Els cercles populars sovint es col·loquen a prop dels molls de càrrega del recinte perquè les seves cues puguin estendre's a l'exterior. El ComiketPC recomana que els assistents per primera vegada arribin a la tarda per evitar cues.

### Catàleg
Per a cada Comiket, es publica un catàleg que conté informació sobre l'esdeveniment. El catàleg inclou una llista de tots els cercles participants, mapes del disseny de la convenció, indicacions per anar i tornar de la convenció, normes per a la convenció, resultats d'enquestes realitzades entre els participants del Comiket, articles sobre temes rellevants per als creadors de dōjinshi i una o dues imatges ("talls de cercle") per a cada cercle participant. Està disponible en format imprès i DVD-ROM, i des del Comiket 83, està disponible en línia darrere d'un mur de pagament parcial.
Els catàlegs es posen a la venda a les botigues dues setmanes abans de l'esdeveniment. La versió impresa té aproximadament la mida d'una guia telefònica mitjana, mentre que la versió en DVD-ROM inclou funcions com ara funcions de cerca avançada i un mapa en què es pot fer clic. Fins ara, no hi ha cap edició en anglès del catàleg disponible, tot i que el catàleg conté una guia bàsica de quatre pàgines per assistir al Comiket en anglès, xinès i coreà.
Abans del Comiket 96, no calia comprar un catàleg per a l'admissió al Comiket (vegeu els canvis dels Jocs Olímpics d'estiu de 2020 a continuació).

### Participants

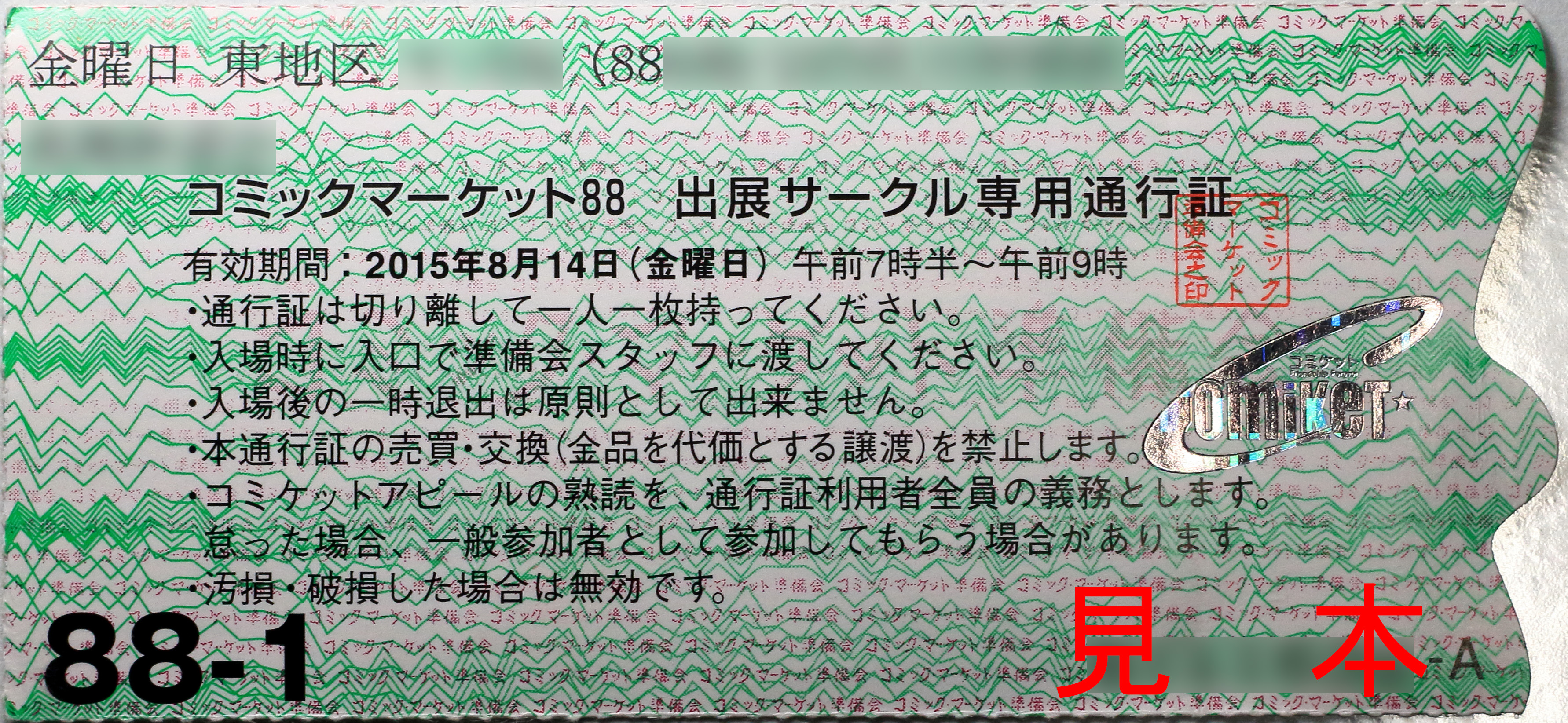
Una entrada circular per al Comiket 88. L'entrada utilitza holografia per evitar la falsificació i inclou la informació personal de l'expositor (desenfocada en aquesta imatge) per evitar el scalping.

La gran majoria dels participants dels cercles del Comiket són artistes aficionats i aficionats: el 70% dels cercles participants perden diners, mentre que només el 15% obtenen beneficis. La majoria dels participants dels cercles del Comiket són dones, i les dones constitueixen el 57% dels cercles participants del Comiket 84. Els assistents generals del Comiket tendeixen a ser homes, i els homes representen el 64% dels assistents del Comiket 78.
Dels participants del cercle del Comiket, una enquesta del 2011 va mostrar que gairebé la meitat hi van participar perquè assistir a l'esdeveniment i mostrar la seva obra és agradable, i un percentatge significatiu va venir per difondre les seves obres al públic. Un percentatge més petit dels creadors de dōjinshi té com a objectiu promoure una idea o opinió assistint al Comiket.
La majoria dels que van participar en cercles el 2010 van dir que formaven part d'un cercle d'una sola persona (59%), mentre que els cercles de dues persones (20%) i de tres persones (8%) també eren habituals.

### Filantropia
Des del 1993, ComiketPC ha donat més de 60 milions de iens a la gestió forestal sostenible per compensar el paper utilitzat en la producció de dōjinshi. Des del 2007, ComiketPC ha treballat amb la Creu Roja Japonesa per organitzar donacions de sang mòbils en esdeveniments de Comiket, i els donants reben pòsters exclusius de Comiket que representen personatges d'anime i videojocs. Es calcula que la Creu Roja rep aproximadament 1.500 donacions de sang a cada Comiket.

## Història

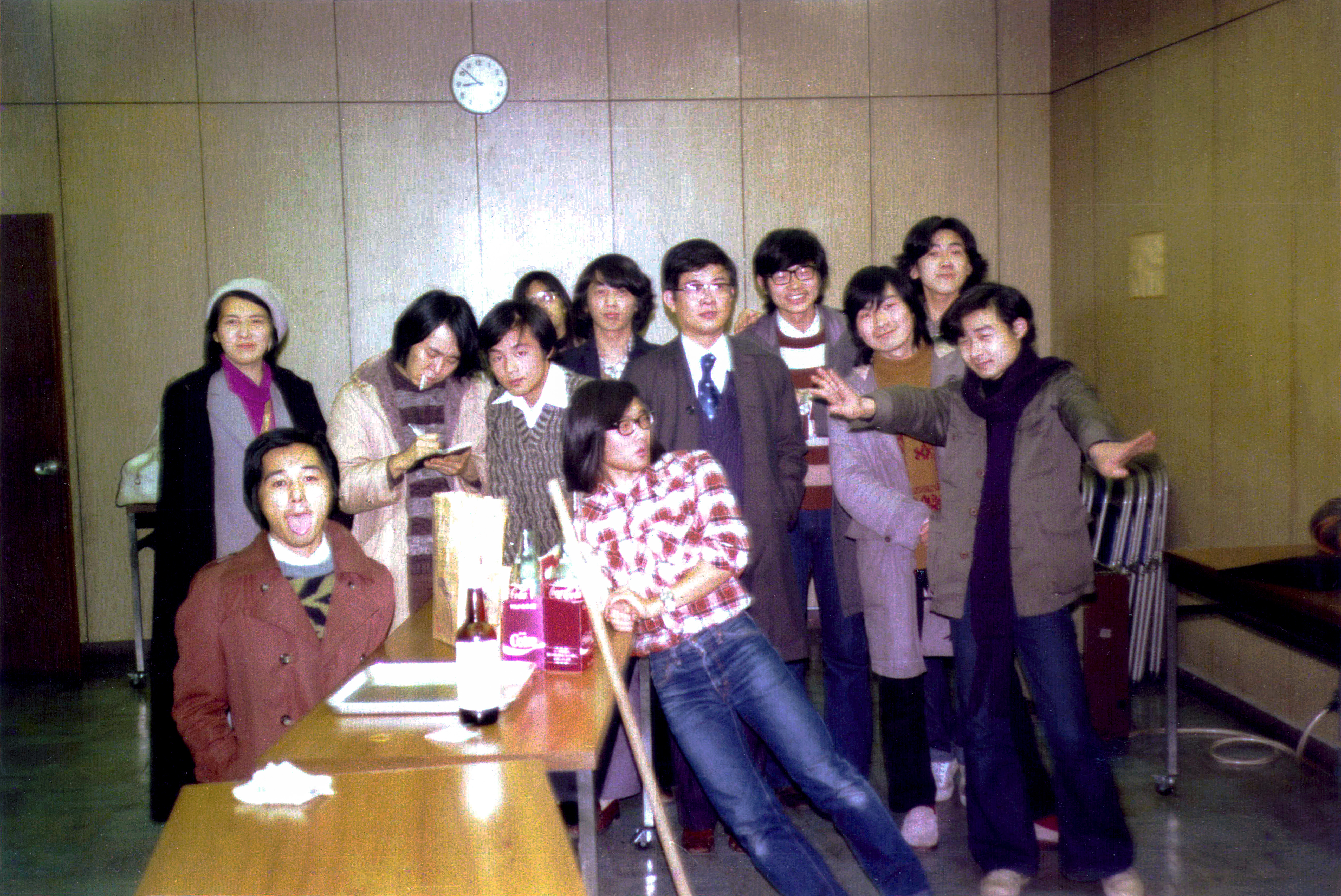
ja (Meikyu), un cercle de crítica de manga que va fundar el Comiket

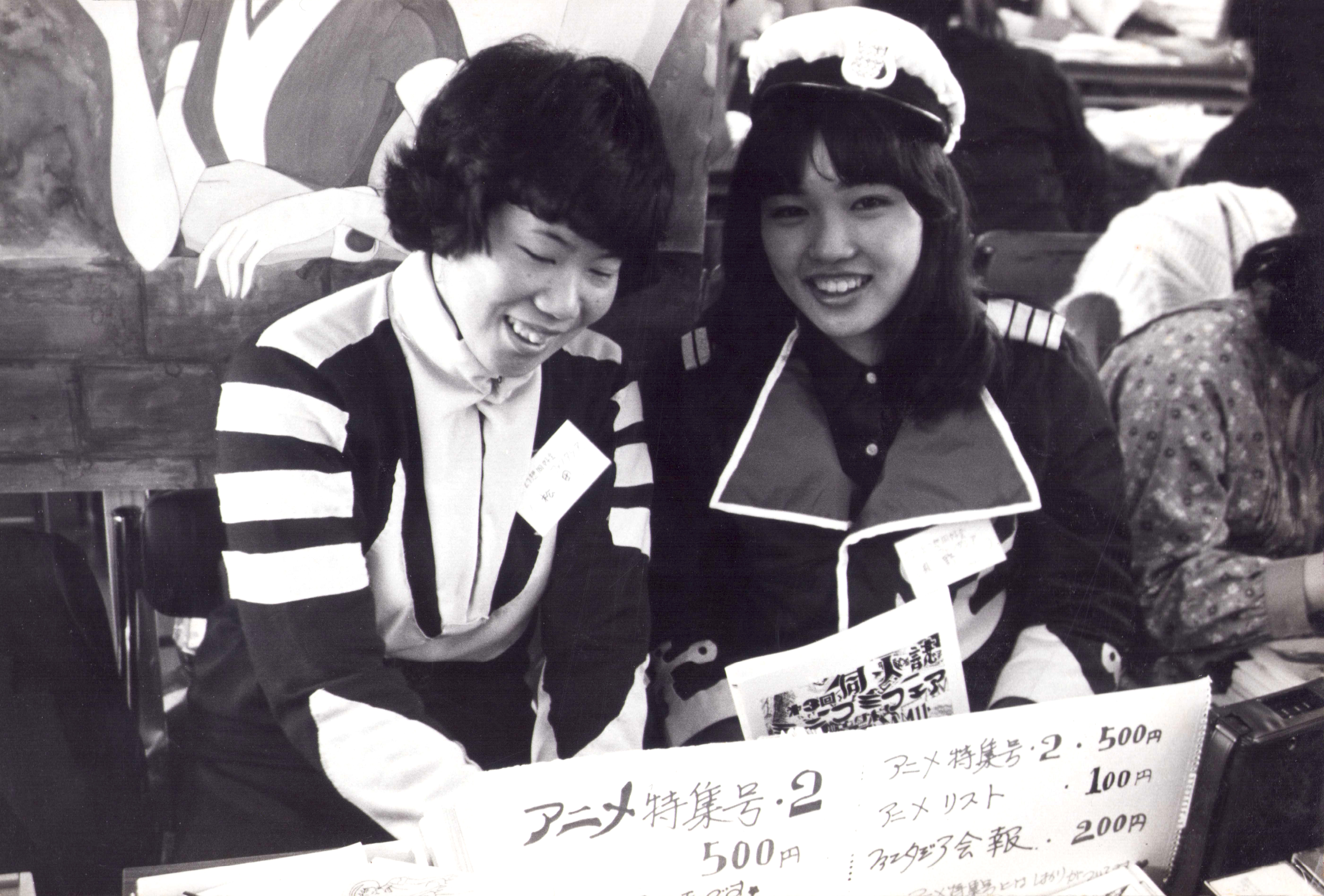
Cosplay del cuirassat espacial Yamato al Comiket 8, celebrat l'abril de 1978 a ja (Ōta City Industrial Building)

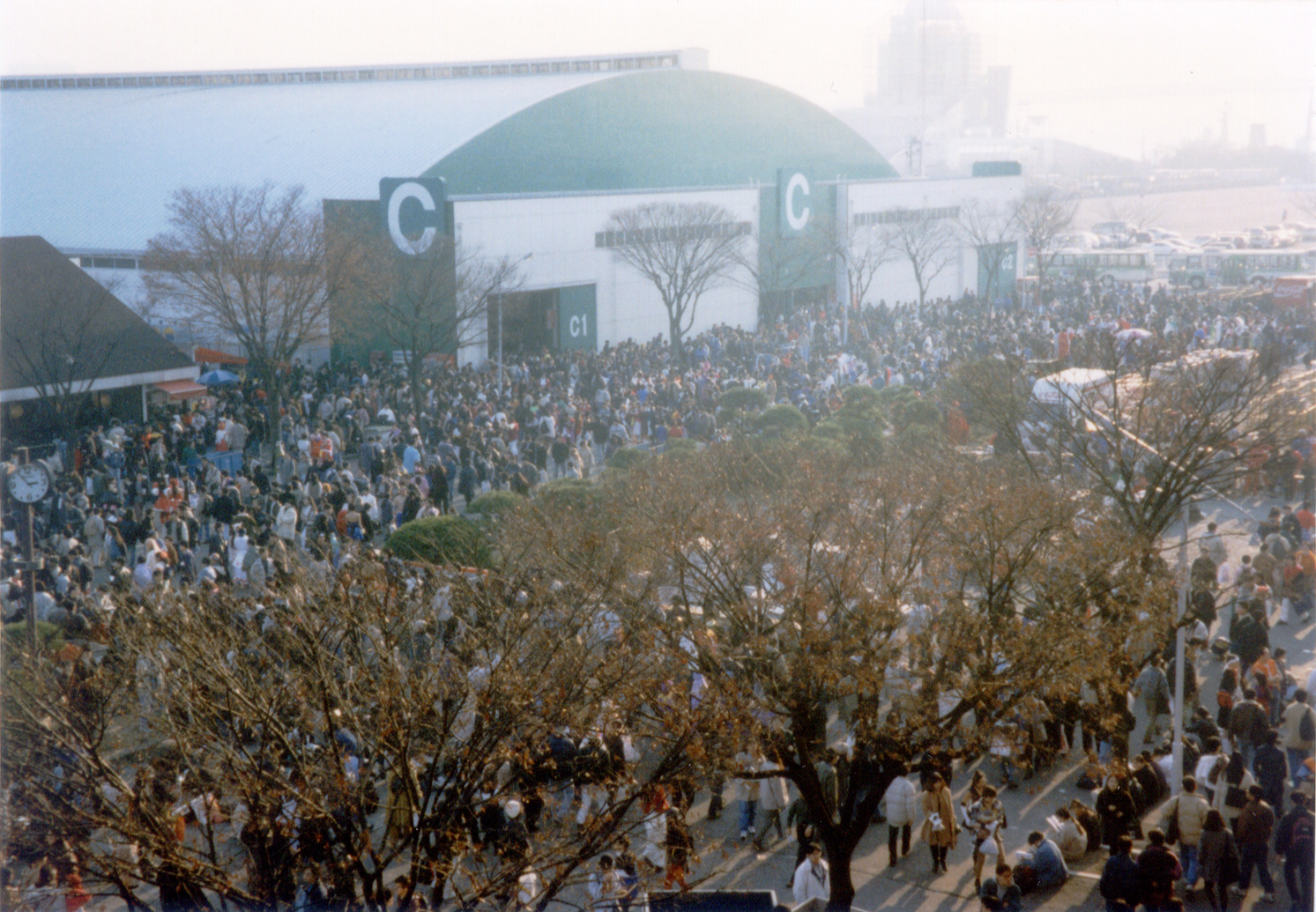
Multitut al Comiket 49, celebrat el desembre de 1995 al ja (Harumi Fairgrounds)

El Comiket va ser inaugurat el 1975 per ja (Meikyu) (Laberint), un cercle dōjin fundat per Yoshihiro Yonezawa, ja (Teruo Harada)  i ja (Jun Aniwa)  mentre estudiava a la Universitat Meiji. El primer Comiket es va organitzar enmig d'un període d'immens canvi i agitació per al manga com a mitjà, caracteritzat pel tancament de la revista de manga experimental COM i l'ascens del Grup de l'Any 24. Un incident del 1975 en què un creador de dōjin que sol·licitava entrar al ja (Nihon Manga Taikai) va ser denegada l'admissió després de criticar l'enfocament de la convenció en convidats professionals per sobre dels creadors de dōjin en la seva sol·licitud, cosa que va esdevenir un catalitzador per a la fundació del Comiket com a convenció de fans.
A mesura que el Comiket creixia, el 1979 es va implementar un sistema de loteria per assignar espai d'exposició, ja que el nombre de sol·licituds dels cercles va començar a superar l'espai disponible. El 1981 l'esdeveniment es va traslladar alja (Harumi Fairgrounds)  i va començar a publicar un catàleg d'esdeveniments el 1982. El Comiket canviaria d'ubicació amb freqüència durant finals dels anys vuitanta i noranta, ja que la bombolla econòmica japonesa va provocar un augment de les fires comercials que va dificultar la cerca d'un lloc estable. Els assassinats de Tsutomu Miyazaki i el posterior pànic moral contra els otakus van provocar més dificultats en la capacitat del Comiket per aconseguir un lloc. El Tokyo Big Sight va acollir el Comiket per primera vegada el 1996 i continua sent la seu principal de la convenció. El 1998 (C54), un piròman va col·locar artefactes incendiaris al lloc el dia abans de l'esdeveniment, que van ser detectats i neutralitzats sense danys importants; l'esdeveniment es va celebrar amb normalitat, tot i que amb més seguretat. L'incendiari va ser capturat al següent esdeveniment.
El 2012, amenaces anònimes contra cercles que creaven obres relacionades amb Kuroko's Basketball van portar a Comiket a prohibir la venda de tots els articles relacionats amb Kuroko's Basketball a Comiket 85 (vegeu Kuroko's Basketball § Controversies). Els organitzadors van retornar les taxes d'inscripció dels aproximadament 900 cercles que produïen articles de Kuroko's Basketball, cosa que va suposar una pèrdua per a Comiket d'aproximadament 10 milions de iens. El 2015, ComiketPC va organitzar un esdeveniment especial centrat específicament en doujinshi relacionats amb la sèrie. Amb el sobrenom afectuós de "Kuroket", l'esdeveniment va acollir aproximadament 2.400 cercles que produïen articles de Kuroko's Basketball.
L'agost de 2018, ComiketPC va anunciar horaris modificats per als Comikets 96, 97 i 98 a causa dels Jocs Olímpics d'estiu de 2020. Com que l'ala est de Big Sight va tancar el 2019 per reformes prèvies als Jocs Olímpics, els estands corporatius de C96 i C97 es van traslladar a l'Aomi Exhibition Hall, i ambdós esdeveniments van ampliar a quatre dies de programació.  L'entrada a tots dos esdeveniments requeria la compra d'una polsera (la primera vegada a la història de Comiket que no era gratuïta) per compensar el cost de la celebració de l'esdeveniment durant quatre dies i per reduir l'assistència a la llum de l'espai més reduït del recinte. Les polseres per als quatre dies s'incloïen amb la compra d'un catàleg imprès de l'esdeveniment, mentre que les polseres individuals per a cada dia es podien comprar a Big Sight el dia de l'esdeveniment. El C98 del 2020 estava previst que es traslladés a la Setmana Daurada al maig per no coincidir amb els Jocs Olímpics de l'agost.  El 27 de març de 2020, ComiketPC va anunciar que el C98 s'havia cancel·lat a causa de la pandèmia de la COVID-19, convertint-se en la primera vegada que es cancel·la un esdeveniment del Comiket. El 12 de juliol de 2020 es va anunciar que el Comiket 99 s'ajornaria fins al 2021, i que tindria lloc durant la Setmana Daurada, ja que el C98 ho hauria fet per no coincidir amb els Jocs Olímpics d'estiu, que també es van ajornar. Al desembre es va celebrar un esdeveniment virtual titulat "Air Comiket" per substituir les dates previstes originalment. El Comic Market 99 finalment es va ajornar fins al desembre de 2021 i va durar només dos dies amb una entrada limitada a 55.000 persones al dia, ja que es requeria la compra d'entrades.